# Squadra emergenza (serie televisiva 1999)
Squadra emergenza (Third Watch), conosciuta anche con i titoli Camelot - Squadra emergenza e Third Watch - Squadra emergenza, è una serie televisiva statunitense prodotta dal 1999 al 2005, che racconta le vicende di un gruppo di poliziotti, paramedici e vigili del fuoco. La serie, ambientata a New York, è ideata e prodotta da John Wells, già produttore di E.R. - Medici in prima linea e da Edward Allen Bernero (che diventerà il produttore esecutivo della serie Criminal Minds).

## Episodi
| Stagione         | Episodi | Prima TV originale | Prima TV Italia |
| ---------------- | ------- | ------------------ | --------------- |
| Prima stagione   | 22      | 1999-2000          | 2000            |
| Seconda stagione | 22      | 2000-2001          | 2001            |
| Terza stagione   | 21      | 2001-2002          | 2002            |
| Quarta stagione  | 22      | 2002-2003          | 2003            |
| Quinta stagione  | 22      | 2003-2004          | 2004            |
| Sesta stagione   | 22      | 2004-2005          | 2008-2009       |

## Personaggi e interpreti

### Personaggi principali
- Monte "Doc" Parker (stagioni 1-5; guest 6), interpretato da Michael Beach.
Uno dei veterani della squadra. Nella quinta stagione, sorprendentemente, a causa di tutte le tragedie di cui è stato partecipe nella sua carriera, perderà il controllo di sé e sparerà al nuovo capitano dei vigili del fuoco, accusato di voler chiudere la caserma, tenendo in ostaggio tutti i paramedici e i pompieri presenti alla scena. Verrà arrestato creando un grande vuoto in tutta la squadra.
- Agente Tyron "Ty" Davis, Jr. (stagioni 1-6), interpretato da Coby Bell.
Partner di Sully, è il figlio del suo più caro amico. Scopre di avere una sorella. Interesse sentimentale dell'agente Monroe, avrà con lei una storia fatta di alti e bassi per tutta la sesta stagione.
- Roberto "Bobby" Caffey (stagioni 1-2), interpretato da Bobby Cannavale.
Il primo personaggio principale a uscire di scena. Durante il suo turno, lavora in coppia con il paramedico Kim Zambrano. A metà della seconda stagione verrà ucciso da un suo vecchio amico.
- James "Jimmy" Doherty (stagioni 1-5; guest 6), interpretato da Eddie Cibrian.
L'unico vigile del fuoco ad avere un ruolo principale nella serie. È l'ex marito del paramedico Zambrano e con lei avrà un rapporto di amore\odio. All'inizio della quinta stagione verrà trasferito in un'altra caserma, uscendo così di scena. Sarà presente al matrimonio di Carlos Nieto insieme a Kim dalla quale avrà un secondo figlio.
- Agente/detective Faith Yokas (stagioni 1-6), interpretata da Molly Price.
Poliziotta coraggiosa e intraprendente che con l'agente Boscorelli creerà una delle coppie di maggior successo della serie. Nella sesta stagione riceverà una promozione a detective.
- Kimberly "Kim" Zambrano (stagioni 1-5; guest 6), interpretata da Kim Raver.
Durante le prime stagioni avrà un ruolo principale nella serie, evidenziando di lei soprattutto la vita privata e il suo continuo conflitto di amore\odio con il vigile del fuoco Doherty. Uscirà di scena al termine della quinta stagione per apparire nell'ultimo episodio al fianco del ritrovato Jimmy dal quale avrà un secondo figlio.
- Carlos Nieto (stagioni 1-6), interpretato da Anthony Ruivivar.
Unico paramedico che rimarrà dall'inizio fino alla fine della serie. Questo personaggio è stato molto criticato, perché secondo alcuni durante la serie ha subito una mutazione del carattere troppo evidente. Instaurerà una relazione con il paramedico Levine, che li condurrà alle nozze.
- Agente John "Sully" Sullivan (stagioni 1-6) interpretato da Skipp Sudduth.
È uno dei veterani della serie. Farà coppia con l'agente Davis. Alla fine della sesta stagione andrà in pensione e sarà il narratore dell'ultimo episodio.
- Agente Maurice Louis "Bosco" Boscorelli (stagioni 1-6), interpretato da Jason Wiles.
Un poliziotto grintoso che risulterà uno dei personaggi più amati della serie. Sarà poco visibile durante la sesta stagione, dopo aver quasi rischiato di morire in un conflitto a fuoco. Ha un ottimo rapporto di amicizia con l'agente Yokas e instaurerà, nella quarta stagione, una relazione con il sergente Cruz.
- Alexandra "Alex" Taylor (stagioni 2-4), interpretata da Amy Carlson.
Subentrerà nella seconda stagione e sarà l'unica a svolgere sia il lavoro di paramedico, sia quello di vigile del fuoco, che non fa mistero di prediligere. Nell'ultima puntata della quarta stagione, morirà a causa di un'esplosione causata da un incidente stradale.
- Frederick "Fred" Yokas (stagioni 3-5; ricorrente 1-2; guest 6), interpretato da Chris Bauer.
Marito dell'agente Faith Yokas. A partire dalla quinta stagione il suo carattere muterà notevolmente. Nella sesta serie chiederà il divorzio alla moglie.
- Emily Yokas (stagioni 5-6; ricorrente 1-4), interpretata da P.J. Morrison (st. 1-3) e da Bonnie Dennison (st. 4-6).
Figlia dell'agente Faith Yokas.
- Sergente Maritza Cruz (stagioni 5-6; ricorrente 4), interpretata da Tia Texada.
Agente dell'anticrimine dai metodi non sempre ortodossi, instaurerà inizialmente una relazione con l'agente Boscorelli. Nella sesta stagione scoprirà di essere affetta da tumore in fase terminale. Le vicende del personaggio culminano con la sua morte, avvenuta con un suicidio in un'esplosione volta a eliminare una pericolosa banda criminale.
- Agente detective Sasha Monroe (stagioni 5-6), interpretata da Nia Long.
Subentrerà nelle ultime stagioni, dapprima con un ruolo marginale per poi diventare uno dei protagonisti. Verrà odiata da tutto il distretto per essere una spia degli affari interni. Ha avuto una relazione con Davis e precedentemente un piccolo flirt con il paramedico Parker. Uscita dagli Affari Interni per diventare un'agente del 55simo, in futuro sceglierà il mondo della politica.
- Grace Foster (stagione 6; ricorrente 5), interpretata da Cara Buono.
Arriverà alla fine della quinta stagione e si dimostrerà molto coraggiosa e leale. Avrà una relazione con l'agente Brendan Finney che sposerà e dal quale avrà dei figli.
- Agente Brendan Finney (stagione 6), interpretato da Josh Stewart.
Appare a partire dalla sesta stagione e verrà tenuto a distanza dai colleghi del distretto perché figlio del corrotto capitano Cathal "CT" Finney. Avrà modo di dimostrare quanto sia lontano dai modi di suo padre e verrà preso sotto l'ala protettrice di Ty Davis che diventerà suo partner e amico.

### Personaggi secondari
- Charles "Charlie" Yokas (stagioni 1-4), interpretato da Jeremy Bergman.
Figlio dell'agente Faith Yokas.
- Rose Boscorelli (stagioni 1-6), interpretata da Patti D'Arbanville.
Madre dell'agente Maurice Boscorelli.
- Joseph "Joey" Doherty (stagioni 1-3), interpretato da Kristopher Scott Fiedell.
Figlio di Jimmy Doherty e Kim Zambrano.
- Dr. Sara Morales (stagioni 1-2), interpretata da Lisa Vidal.
Dottore del pronto soccorso e fidanzata di Doc Parker.
- Maggie Davis (stagioni 1-4), interpretata da Lonette McKee.
Madre di Ty Davis.
- Mateo "Matty" Caffey (stagione 1), interpretato da Jon Seda.
Fratello di Bobby Caffey.
- Agente Conrad "Candyman" Jones (stagione 1), interpretato da Wendell Pierce.
Agente corrotto
- Capo Pattuglia George Hancock (stagioni 1-6), interpretato da Julian Gamble.
- Derek "DK" Kitson (stagioni 1-6), interpretato da Derek Kelly.
- William "Billy" Walsh (stagioni 1-6), interpretato da Bill Walsh.
Unico pompiere ad essere presente in tutta la serie. Di solito avrà un ruolo di comparsa, ma diventerà il capo dei vigili del fuoco a partire dalla metà della quinta stagione.
- Catherine Zambrano (stagione 2), interpretata da Anne Twomey.
Madre del paramedico Kim Zambrano.
- Tatiana Deschenko (stagioni 2-3), interpretata da Savannah Haske.
Moglie di John Sullivan.
- Infermiera Mary Proctor (stagioni 2-6), interpretata da Saundra McClain.
Infermiera del pronto soccorso.
- Agente Brooke Doherty (stagione 2), interpretata da Eva LaRue.
Moglie di Jimmy Doherty dal quale chiederà il divorzio per una scappatella di lui durante la festa del loro fidanzamento.
- Tenente Johnson (stagioni 2-4), interpretato da John Michael Bolger.
È il capo dei vigili del fuoco. Nella quarta stagione morirà, a causa delle ustioni riportate nello stesso incidente in cui perderà la vita anche il pompiere\paramedico Taylor.
- Joseph "Joe" Lombardo III (stagione 2), interpretato da Nick Sandow.È il migliore amico di Jimmy Doherty. Nella terza stagione rischierà di morire durante un intervento, proprio per cercare di salvare Doherty. In seguito a questo incidente, sposerà la sua fidanzata, Liza, che ha avuto una brevissima relazione con Doherty, dal quale nascerà un bambino.
- Michael "Mikey" Boscorelli (stagioni 3-5), interpretato da Charlie Day.
Fratello dell'agente Maurice Boscorelli. Dopo aver seguito il programma per la disintossicazione verrà accusato di aver ucciso il partner del sergente Cruz, provata la sua innocenza collaborerà alle indagini come informatore sgominando un traffico di ecstasy. Verrà ucciso per vendetta dai killer di un trafficante di droga alla fine della quinta serie.
- Tenente Robert "Bob" Swersky (stagioni 3-6), interpretato da Joe Lisi.
Gestisce il distretto con grande professionalità, ma saprà essere allo stesso tempo gentile e sensibile con tutti i suoi agenti.
- Agente Steven Gusler (stagione 3), interpretato da Charlie McWade.
- Dr. Fields (stagioni 4-6), interpretato da Darien Sills-Evans.
Dottore del pronto soccorso.
- Holly Levine (stagioni 5-6), interpretata da Yvonne Jung.
È una ragazza molto particolare che si innamorerà all'istante del paramedico Nieto. La vediamo spesso nella sesta stagione.
- Detective Jelly Grimaldi (stagione 6), interpretato da Joseph Badalucco.
Agente della omicidi sempre affamato e non attivo nel lavoro, anche se dotato di grande esperienza.
- Capitano Cathal "CT" Finney (stagione 6), interpretato da Charles Haid.
Padre dell'agente Brendan Finney, coinvolto nell'omicidio del padre di Davis. Smascherato si suiciderà nella sesta stagione per scampare al carcere.
- Agente Manny Santiago (stagione 6), interpretato da Manny Perez.
- Stu "Lotta Zs" Szczelaszczyk (stagione 6), interpretato da Jason Shaw.

## Colonna sonora
Il tema musicale è Keep Hope Alive dei The Crystal Method, nota ai più per essere presente nel videogioco calcistico FIFA: Road to World Cup 98.

## Distribuzione
La serie è stata trasmessa in prima visione negli Stati Uniti da NBC. In Italia ha debuttato su Canale 5, il giovedì in prima serata, nell'estate del 2000, con il titolo Camelot - Squadra emergenza, ma a causa dei bassi ascolti è stata spostata dopo pochi episodi in seconda serata e poi sospesa al termine della prima stagione. In seguito, dal settembre 2001, la serie è stata ritrasmessa, con le stagioni inedite, da Italia 1 e Iris, con il nuovo titolo Squadra emergenza. Dal 2008 viene replicata da vari canali con il titolo Third Watch - Squadra emergenza. L'edizione in DVD della serie ha assunto il titolo definitivo di Squadra emergenza.